# ウィル・ウォーレン
ウィリアム・ハーパー・ウォーレン（William Harper Warren, 1999年6月16日 - ）は、 アメリカ合衆国ミシシッピ州ランキン郡ブランドン出身のプロ野球選手（投手）。右投右打。MLBのニューヨーク・ヤンキース所属。

## 経歴
2021年のMLBドラフト8巡目（全体243位）でニューヨーク・ヤンキースから指名され、プロ入り。
2022年、傘下のA+級ハドソンバレー・レネゲーズでプロデビュー。AA級サマセット・ペイトリオッツでもプレーし、2チーム合計で26試合に先発登板して9勝9敗、防御率3.91、125奪三振を記録した。
2023年はAA級サマセットとAAA級スクラントン・ウィルクスバリ・レイルライダースでプレーし、2チーム合計で21試合（先発19試合）に登板して10勝4敗、防御率3.35、149奪三振を記録した。
2024年はヤンキースのスプリングトレーニングに非ロースター選手として参加した。開幕後はAAA級スクラントン・ウィルクスバリでスタートし、20試合に先発して防御率こそ6.11にとどまったが、奪三振率の高さなど投球内容が評価され、7月30日に初昇格。同日のフィラデルフィア・フィリーズ戦で先発しメジャーデビューを果たした。

## 投球スタイル
最大の武器であるスライダーは3000という数値を叩き出すほどの高回転を誇り、これをプロ入り後に磨きをかけていったことが自身の評価を上げる要因となった。フォーシームは最速97mph（約156.1km/h）を計測し、他にはこちらも高回転で70mph台後半のカーブや80mph台中盤のチェンジアップを投げる。

## 詳細情報

### 年度別投手成績
| 年 度    | 球 団    | 登 板 | 先 発 | 完 投 | 完 封 | 無 四 球 | 勝 利 | 敗 戦 | セ 丨 ブ | ホ 丨 ル ド | 勝 率 | 打 者 | 投 球 回 | 被 安 打 | 被 本 塁 打 | 与 四 球 | 敬 遠 | 与 死 球 | 奪 三 振 | 暴 投 | ボ 丨 ク | 失 点 | 自 責 点 | 防 御 率 | W H I P |
| -------- | -------- | ----- | ----- | ----- | ----- | -------- | ----- | ----- | -------- | ----------- | ----- | ----- | -------- | -------- | ----------- | -------- | ----- | -------- | -------- | ----- | -------- | ----- | -------- | -------- | ------- |
| 2024     | NYY      | 6     | 5     | 0     | 0     | 0        | 0     | 3     | 0        | 0           | .000  | 110   | 22.2     | 33       | 5           | 10       | 0     | 1        | 29       | 0     | 2        | 27    | 26       | 10.32    | 1.90    |
| MLB：1年 | MLB：1年 | 6     | 5     | 0     | 0     | 0        | 0     | 3     | 0        | 0           | .000  | 110   | 22.2     | 33       | 5           | 10       | 0     | 1        | 29       | 0     | 2        | 27    | 26       | 10.32    | 1.90    |

- 2024年度シーズン終了時

### 年度別守備成績
| 年 度 | 球 団 | 投手（P） | 投手（P） | 投手（P） | 投手（P） | 投手（P） | 投手（P） |
| 年 度 | 球 団 | 試 合     | 刺 殺     | 補 殺     | 失 策     | 併 殺     | 守 備 率  |
| ----- | ----- | --------- | --------- | --------- | --------- | --------- | --------- |
| 2024  | NYY   | 6         | 1         | 0         | 0         | 0         | 1.000     |
| MLB   | MLB   | 6         | 1         | 0         | 0         | 0         | 1.000     |

- 2024年度シーズン終了時

### 背番号
- 98（2024年 - ）